# Orłowe (obwód chersoński)
Orłowe (ukr. Орлове) – wieś na Ukrainie, w obwodzie chersońskim, w rejonie berysławskim. W 2001 liczyła 653 mieszkańców.